# میراث مندلی در انسان
پروژه میراث مندلی در انسان (امیم) یک بانک اطلاعاتی است که تمامی بیماریهای شناخته شده دارای جزء ژنتیک را طبقه‌بندی می‌کند و در صورت وجود، ژن مربوط به آن بیماری را مشخص کرده و اطلاعات را به صورت منبعی برای تحقیقات بعدی و به عنوان ابزاری برای بررسی‌های بعدی ژنتیکی ژن طبقه‌بندی شده فراهم می‌سازد.